# باربرا بارك
باربرا بارك (بالإنجليزية: Barbara Park)‏ (ولدت 21 أبريل 1947 - توفيت 15 نوفمبر 2013) كانت مؤلفة كتب أطفال أمريكية شهيرة ألفت ونشرت عشرات الكتب للأطفال بأكثر من حوالي 30 كتابًا مختلفًا أشهرها سلسلة جوني بي جونز التي بيع منها أكثر من 55 مليون نسخة في أمريكا الشمالية وحدها. كما فازت بسبعة جوائز اختيار الأطفال، وأربعة جوائز اختيار الوالدين.

## حياتها
نشأت بارك في بلدة مونت هولي بولاية نيو جيرسي حيث كانت ابنة تاجر يدعى دوريس وسكرتيرة تدعى بروك تيدسويل. من عام 1965 إلى عام 1967 درست بكلية Rider College حيث حصلت على بكالوريوس العلوم ثم انتقلت إلى جامعة ألاباما في عام 1969.
في عام 1969 تزوجت باربرا من ريتشارد أ. بارك وعاشت في فينيكس، أريزونا لما يقرب من 30 عاما ولها ابنان، ستيفن ودافيد.
وخلال مسيرتها ركزت بارك في مؤلفاتها على القراء الشباب كما كتبت العديد من الروايات المتوسطة مثل The Kid in the Red Jacket. توفيت بارك في 15 نوفمبر 2013، في منزلها في سكوتسديل بولاية أريزونا، عن عمر يناهز 66 عاما بعد معركة طويلة مع سرطان المبيض.

## أعمالها
- رواية «سكيني بونز» (بالإنجليزية: Skinnybones) للأطفال، فازت بعدة جوائز أدبية، تم نشرها لأول مرة عام 1982.
- سلسلة الأعمال الشهيرة: «جوني بي جونز».

## روابط خارجية
- باربرا بارك على موقع ميوزك برينز (الإنجليزية)
- باربرا بارك على موقع إن إن دي بي (الإنجليزية)
- جوني بي جونز لدار النشر راندوم هاوس